# Tora Bora

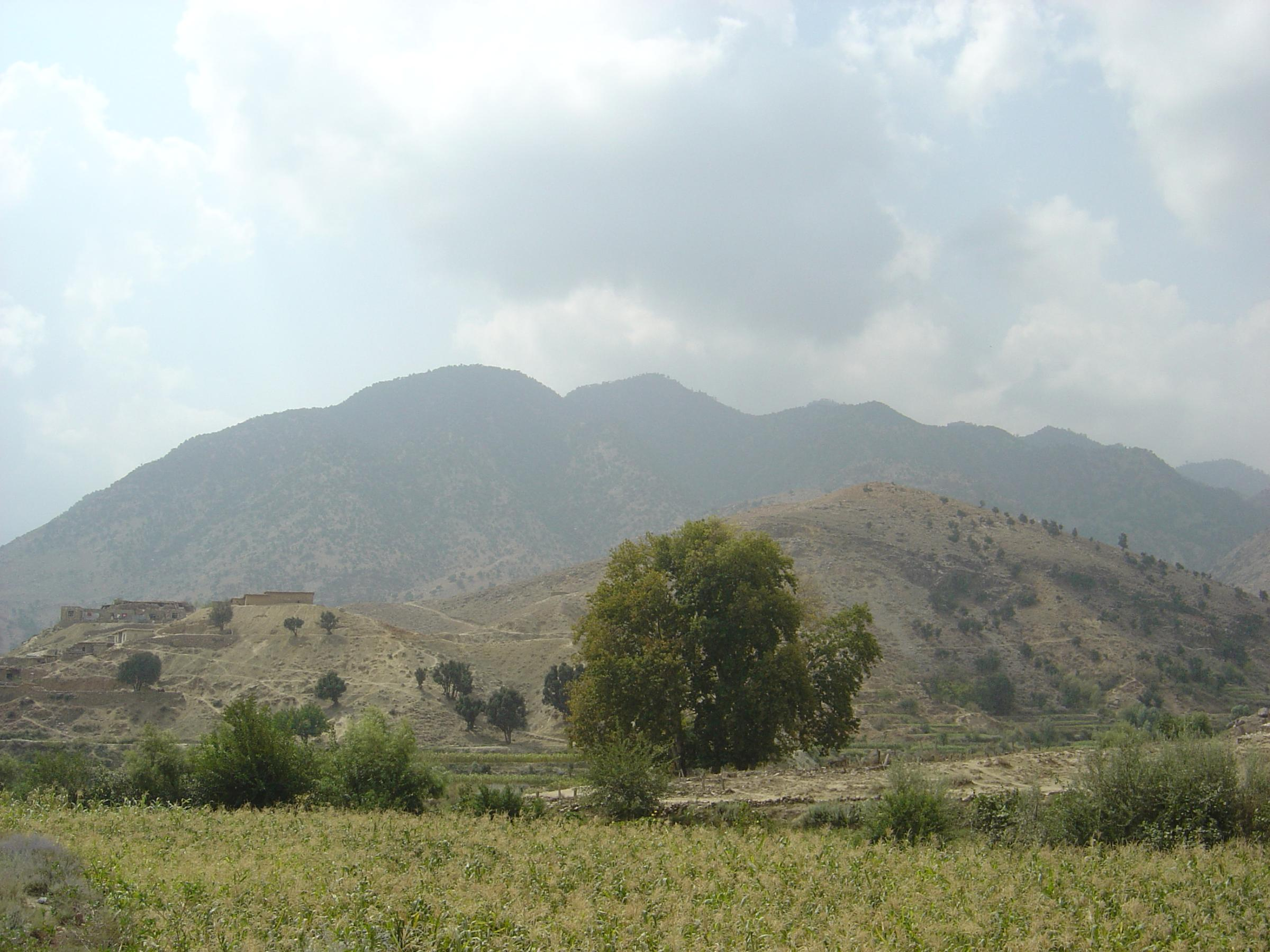
Tora Bora

Tora Bora ist ein Höhlensystem in der afghanischen Bergkette Spīn Ghar, etwa 40 km südlich von Dschalalabad in der Provinz Nangarhar. Der Name Tora Bora bedeutet „schwarzer Staub“. Die Islamische Partei (Hizb-i Islāmī) von Junis Chalis nutzte Tora Bora seit 1979 als Rückzugsort und Waffenlager in ihrem Kampf gegen die kommunistische Regierung der Demokratischen Republik Afghanistan. Im Jahr 1987 baute Osama bin Laden eine Straße von dem etwa 30 km westlich gelegenen Camp in Dschadschi durch die Berge von Tora Bora nach Dschalalabad. Dies war offenbar sein erster Kontakt mit dieser Gegend. Bin Laden erklärte gegenüber dem in London lebenden palästinensischen Journalisten Abdel Bari Atwan als dieser 1996 einer Einladung nach Tora Bora gefolgt war, Tora Bora habe für ihn eine besondere Bedeutung, weil der Ort während des Kampfs gegen die Sowjetunion sein militärisches Hauptquartier gewesen sei. Während reichlich Quellen für die Verbindung bin Ladens zum Logistikzentrum Zhawara und Lagern in der Provinz Chost existieren, gibt es jedoch kaum Belege für Verbindungen zu Tora Bora während dieser Zeit. Ende 1991 zog sich al-Qaida nach Tora Bora zurück, das als Hauptstützpunkt bis April 1992 diente. Über Aktivitäten in Tora Bora in den Jahren von 1992 bis 1996 ist wenig bekannt.
Einige Monate nachdem bin Laden mit seiner Familie im Mai 1996 aus dem Sudan nach Afghanistan zurückgekehrt war, siedelte er nach Tora Bora um. Am 23. August 1996 erklärte bin Laden den Vereinigten Staaten von Tora Bora aus den Dschihad aufgrund ihrer militärischen Präsenz in Saudi-Arabien. Im September 1996 nahmen die Taliban die Provinz Nangarhar ein und entsandten eine Delegation nach Tora Bora, die ihn willkommen hieß. Im selben Jahr unterbreitete Chalid Scheich Mohammed bin Laden in Tora Bora den Vorschlag, Flugzeuge mit Selbstmordattentätern in Gebäude in den USA stürzen zu lassen. Im April 1997 verließ bin Laden Tora Bora und verlagerte seinen Wohnsitz nach Kandahar.
In Folge der Terroranschläge am 11. September 2001 intervenierten die USA in Afghanistan und stürzten an der Seite der Nordallianz die Taliban-Regierung. Nach dem Fall von Kabul am 12. November 2001 zog sich bin Laden wenige Tage später mit seinem Gefolge nach Tora Bora zurück. Eine Einheit von rund 70 US-amerikanischen und britischen Spezialkräften, verstärkt durch die Truppen dreier lokaler Warlords, griffen das Höhlensystem in der Schlacht um Tora Bora an. In deren Verlauf warfen US-amerikanische Bomber etwa 325.000 Kilogramm Bomben auf den Komplex ab. Bin Laden konnte aus Tora Bora entkommen und verbrachte die Zeit bis Mitte 2002 in einem abgelegenen Dorf in der afghanischen Provinz Kunar.
In den Wochen nach dem 11. September 2001 erschienen in der Presse Artikel, in denen das Höhlensystem von Tora Bora stark übertrieben dargestellt wurde. So berichtete der britische The Independent von tief im Berg vergrabenen Tunnelsystemen mit eisernen Türen, einem eigenen Lüftungssystem, mit Wasserkraft betriebenen Generatoren und umfangreichen Schlaf- und Aufenthaltsräumen für bis zu 2.000 Kämpfer. Als afghanische und US-Streitkräfte nach der Schlacht den Komplex durchsuchten, konnten sie nichts dergleichen finden, nur kleine Bunker, Außenposten und wenige kleine Trainingscamps.